# Culiseta
Culiseta este un gen de țânțari din familia Culicidae.

## Galerie

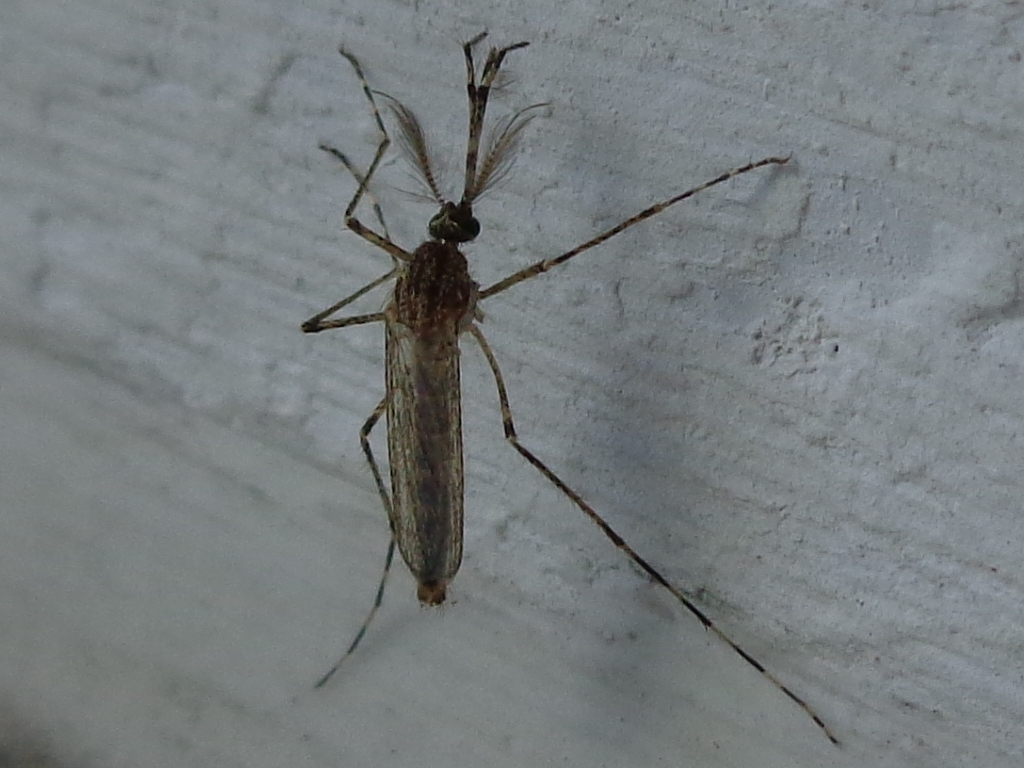

## Specii[1]
- Culiseta alaskaensis
- Culiseta amurensis
- Culiseta annulata
- Culiseta antipodea
- Culiseta arenivaga
- Culiseta atlantica
- Culiseta atra
- Culiseta atritarsalis
- Culiseta bergrothi
- Culiseta drummondi
- Culiseta fraseri
- Culiseta frenchii
- Culiseta fumipennis
- Culiseta glaphyroptera
- Culiseta hilli
- Culiseta impatiens
- Culiseta incidens
- Culiseta inconspicua
- Culiseta indica
- Culiseta inornata
- Culiseta litorea
- Culiseta littleri
- Culiseta longiareolata
- Culiseta marchettei
- Culiseta megaloba
- Culiseta melanura
- Culiseta minnesotae
- Culiseta morsitans
- Culiseta nipponica
- Culiseta niveitaeniata
- Culiseta novaezealandiae
- Culiseta ochroptera
- Culiseta otwayensis
- Culiseta particeps
- Culiseta silvestris
- Culiseta subochrea
- Culiseta sylvanensis
- Culiseta tonnoiri
- Culiseta weindorferi
- Culiseta victoriensis